# Sheherazade (album)
Sheherazade, pubblicato nel 1995, è il trentesimo album in studio della cantante italiana Ornella Vanoni.

## Il disco
( Giacomo Pellicciotti, Ornella la rossa è Sheherazade, in la Repubblica, 1º novembre 1995.)
Ornella partecipa alla stesura di quasi tutti i testi dell'album, compreso anche Bello amore, che avrebbe dovuto presentare al Festival di Sanremo 1996, ma poche ore prima della prova d'orchestra al Teatro Ariston, la melodia del brano (di Giuseppe Barbera) fu eseguita in un programma radiofonico della RAI, con un altro testo, da Emilia Pellegrino, la quale, avendo tentato senza successo la carriera di cantante presso il Centro Europeo Tuscolano di Mogol, secondo la stampa, avrebbe sottratto uno spartito con la melodia "incriminata" durante le attività musicali del CET, per poi riutilizzarla, mossa da frustrazione, per una sorta di vendetta personale (possibilmente favorita da qualcuno dell'ambiente). La stampa e la discografia si schierarono a favore della Vanoni, definendo la sua una delle più belle canzoni in gara, e fu la Vanoni stessa a ritirarsi per prima dalla competizione, prima ancora di una decisione ufficiale della commissione del Festival di Sanremo.  La Vanoni dichiarò in una conferenza stampa che la sua partecipazione al Festival sarebbe comunque stata un "di più", impegnata com'era nella tournée di Sheherazade (scenografia di Arnaldo Pomodoro e costumi di Gianfranco Ferré), che stava riscuotendo un grandissimo successo (inizialmente era previsto addirittura un album dal vivo). Bello amore fu comunque inclusa in una nuova ristampa di Sheherazade, che ricevette il disco d'oro per le vendite.
Il singolo apripista dell'album fu Per l'eternità interpretata con l'intervento vocale del fido produttore Mario Lavezzi. Come secondo estratto fu scelto Rossetto e cioccolato, brano diventato tra i più conosciuti della sua carriera.

## Tracce
1. Il mio trenino - 4:11 - (Oscar Avogadro - Mario Lavezzi)
2. Rapiscimi - 4:42 - (Giorgio Conte)
3. Per l'eternità - 3:53 - (Mogol - Mario Lavezzi)
4. Lupa - 4:31 - (Ornella Vanoni - Roberto Pacco - Oscar Avogadro)
5. Rossetto e cioccolato - 4:01 - (Ornella Vanoni - Roberto Pacco - Oscar Avogadro)
6. SOS - 4:10 - (Ornella Vanoni - Grazia Di Michele - M. Martin)
7. Io credo - 3:32 - (Ornella Vanoni - Grazia Di Michele)
8. Sei - 4:58 - (Oscar Avogadro - F. Sibon - B. Brival - Ornella Vanoni)
9. La rosa - 4:21 - (Oscar Avogadro - Mario Lavezzi - Ornella Vanoni)
10. I desideri delle donne - 3:50 - (Mario Lavezzi - R. Mussapi)
11. Buonanotte piccolina - 4:20 - (Grazia Di Michele - Ornella Vanoni)
12. Angeli e no - 4:19 - (Oscar Avogadro - Bruno Marro - Ornella Vanoni)
13. Sheherazade - 3:13 - (G. Kath - Ornella Vanoni - R. Mussapi)
14. Per l'eternità (versione acustica) - 2:57 - (Mogol - Mario Lavezzi)

## Formazione
- Ornella Vanoni – voce
- Matteo Fasolino – tastiera
- Piero Gemelli – chitarra
- Emanuele Ruffinengo – tastiera
- Furio Di Castri – basso
- Roberto Gatto – batteria
- Gioni Barbera – pianoforte
- Mario Lavezzi – chitarra acustica, cori, chitarra elettrica
- Beppe Gemelli – batteria
- Michele Ascolese – chitarra acustica, chitarra elettrica
- Nguyên Lê – chitarra elettrica
- Mike Mani – tastiera
- Giovanni Zucchi – programmazione
- Bob Rose – tastiera
- Joe Amoruso – clavinet
- Geoffrey Oryema – pianoforte, cori
- Giovanni Imparato – percussioni
- Cesare Chiodo – basso
- Alfredo Golino – batteria
- Paolo Fresu – tromba
- Gerry Mulligan – sax
- Giulia Fasolino, Elena Roggero, Bruno Zucchetti, Alex Baroni, Luca Jurman, Gli Allievi del CET, Ottetto Vocale Italiano, I Minipolifonici della Città di Milano – cori